# KB Insurance Stars Volleyball Club
Il KB Insurance Stars Volleyball Club (in coreano KB손해보험 스타즈 배구단) è un club pallavolistico sudcoreano maschile, con sede a Uijeongbu: milita nel campionato sudcoreano di V-League e appartiene all'azienda KB Financial Group.

## Palmarès
- Coppa KOVO: 1

2012

## Rosa 2023-2024
| N° | Nome            | Ruolo | Data di nascita   | Nazionalità sportiva |
| -- | --------------- | ----- | ----------------- | -------------------- |
| 1  | Jeong Dong-geun | S     | 24 gennaio 1995   | Corea del Sud        |
| 3  | Hwang Seung-bin | P     | 26 agosto 1992    | Corea del Sud        |
| 4  | Jeong Min-su    | L     | 5 ottobre 1991    | Corea del Sud        |
| 5  | Baek Kwang-hyun | L     | 18 marzo 1993     | Corea del Sud        |
| 6  | Park Hyun-bin   | P     | 26 agosto 1992    | Corea del Sud        |
| 7  | Liu Hung-min    | S     | 10 novembre 1993  | Taipei cinese        |
| 8  | Hong Sang-hyeok | S     | 20 luglio 1998    | Corea del Sud        |
| 10 | Jeon Jongnyeong | O     | 5 novembre 2001   | Corea del Sud        |
| 11 | Kim Hong-jung   | C     | 26 marzo 1986     | Corea del Sud        |
| 12 | Hwang Kyung-min | S     | 10 aprile 1996    | Corea del Sud        |
| 14 | Kwon Tae-wook   | S     | 1º novembre 2002  | Corea del Sud        |
| 15 | Woo Sang-jo     | C     | 27 giugno 1992    | Corea del Sud        |
| 17 | Choi Yo-han     | C     | 23 novembre 1999  | Corea del Sud        |
| 18 | Jang Ha-rang    | C     | 6 dicembre 2000   | Corea del Sud        |
| 22 | Sung Han-hee    | L     | 27 settembre 2002 | Corea del Sud        |
| 23 | Andrés Villena  | O     | 27 febbraio 1993  | Spagna               |
| 24 | Bae Sang-jin    | S     | 25 agosto 2000    | Corea del Sud        |
| 25 | Han Kuk-min     | C     | 29 dicembre 1997  | Corea del Sud        |
| 26 | Son Jun-yeong   | S     | 2 aprile 1999     | Corea del Sud        |
| 33 | Shin Seung-hoon | P     | 5 maggio 2000     | Corea del Sud        |
| 77 | Yoon Seo-jin    | S     | 24 aprile 2005    | Corea del Sud        |

## Denominazioni precedenti
- 1976-1982: Venus Communication Volleyball Club (금성통신 배구단)
- 1982-1985: Goldstar Volleyball Club (금성사 배구단)
- 1985-1992: Lucky Goldstar Volleyball Club (럭키금성 배구단)
- 1992-1995: Lucky Fire Volleyball Club (럭키화재 배구단)
- 1995-2005: LG Fire Volleyball Club (LG화재 배구단)
- 2005-2006: LG Fire Greaters Volleyball Club (LG화재 그레이터스 배구단)
- 2006-2015: LIG Insurance Greaters Volleyball Club (LIG손해보험 그레이터스 배구단)